# Митридат III (царь Иберии)
Митридат III (груз. მითრიდატე III) — царь Иберии (ок. 100 — ок. 120) из династии Фарнавазидов.
Поддерживал тесные политические связи с Римской империей. Из найденной римской надписи известно, что его вспомогательные войска в 114—115 годах участвовали в военных действиях против парфян в Месопотамии. В одной из стычек у города Нисибин погиб его брат Амазасп.